# Bratski (Oktiabrski)
|  | Per a altres significats, vegeu «Bratski». |

Bratski - Братский (rus) és un possiólok del krai de Krasnodar, a Rússia. Es troba a la vora dreta del riu Iàsseni, a la península de Ieisk. És a 20 km al sud de Ieisk i a 172 km al nord-oest de Krasnodar.
Pertany al possiólok d'Oktiabrski.